# Paula és Paulina
A Paula és Paulina (eredeti cím: La usurpadora) 1998-as mexikói teleregény, amelyet Inés Rodena alkotott. A főbb szerepekben Gabriela Spanic, Fernando Colunga, Chantal Andere, Dominika Paleta és Libertad Lamarque látható.
A Paula és Paulina egymástól elszakított ikerpár történetét mutatja be. Amikor a két nő véletlenül találkozik, a gazdag és önző Paula arra kényszeríti hasonmását, hogy vegye át helyét és szerepét a Bracho családban, hogy addig ő vidáman élhesse életét.
A telenovellát a világ számos országában bemutatták. A 102 epizódból álló sorozatot elsőként a mexikói Canal de las Estrellas csatorna sugározta, Magyarországon 1999 júniusában tűzte műsorára az RTL Klub kereskedelmi csatorna. Mivel a sorozat nagyon sikeres volt számtalan országban, készült egy befejező film is utána, ami szintén nagy nézettséget ért el.
2019-ben készítettek egy 25 részes reboot-ot. Az új Paula és Paulina Magyarországon az RTL Gold tévécsatornán került képernyőre 2020. július 13-tól.

## Cselekmény
Paulina Martínez Cancúnban él, egy helyi bárban dolgozik. Itt találkozik Paula Brachóval, aki a megszólalásig hasonlít rá. A két lány azonban csak külsőre egyforma; Paula nagyravágyó és önző, a gazdagok unalmas életét éli, míg Paulina kedves és szerény.
Paula amint megpillantja hasonmását, rögtön megfogalmazódik benne a terv, miszerint helyet cserél Paulinával egy évre, hogy míg Paulina helyettesíti otthonában, addig ő külföldre utazhasson szeretőjével, Alessandro Farinával. Pénzt ajánl a lánynak, aki azonban nem fogadja el Paula ajánlatát.
Paula nem hagyja annyiban a dolgot, és csapdát állít Paulinának: drága karkötőjét elrejti a lány táskájában, majd jelenetet rendez, végül a bár igazgatója megtalálja az értékes ékszert Paulinánál. Paula ekkor egy látszólag nagylelkű gesztussal nem jelenti fel Paulinát, azonban most már rá tudja kényszeríteni a helycserére. Időközben Paulina édesanyja meghal, vőlegénye pedig elhagyja, hogy feleségül vehessen egy gazdag asszonyt. Paula alaposan felkészíti Paulinát miképp viselkedjen a Bracho-házban, hogyan játssza el tökéletesen Paula szerepét. Viszont elfelejt szólni a szeretőjéről, a festő Donatóról (Giovan D'Angelo), ezért a lány később kénytelen a titkába beavatni a férfit.
Paulina elutazik Mexikóvárosba, ahol lassanként megismeri a Bracho-családot: Carlos Danielt, Paula férjét, aki imádja feleségét és aki iránt Paulina első pillantásra gyengéd érzelmeket táplál; Piedadot, az iszákos nagymamát, aki azonnal megkedveli a lányt és mindenben támogatja; Estefaníát, Carlos Daniel megkeseredett húgát, aki házassági problémái elől a vallásba menekül; Willyt, Estefanía férjét, akinek viszonya van Paulával, Carlos Daniel problémás gyerekeit: Carlitost és Lisette-t, valamint Rodrigót, Carlos Daniel bátyját, aki gyűlöli Paulát.
Paulina munkához lát, hogy rendbe hozza a család életét, a bonyodalmak azonban csak ezután kezdődnek. A család nagy része ellenségesen fogadja, hiszen még mindig a gonosz és önző Paulát látják benne, Gema pedig az első perctől gyűlöli, hiszen Carlos Daniel neki is tetszik. Azonban egy idő után Rodrigo rájön a lány titkára, amit Piedad már az első perctől kezdve tud, és le is leplezi, valamint fény derül Paula házasságtörő üzelmeire is. A gonosz asszony mit sem sejtve hazatér a családjához, de hamarosan az újabb utazást tervezi, ezúttal a milliomos Douglas Maldonadóval, aki kölcsönével megmentette a Bracho gyárat. Azonban az utazás során egyre súlyosabb rosszullétek jönnek rá, kórházba kell szállítani, valamint itt derül fény arra is, hogy ő volt Maldonado régi szerelme, Noelia, aki gátlástalanul átverte. Az asszony hosszú ideig éber kómában fekszik, de hamarosan kiderül, hogy színlelte a betegségét, hogy Douglas ne gyűlölje meg őt. A Bracho család a véletlennek köszönhetően talál rá a klinikán, látszólag élőhalott állapotban. Eközben Carlitos, akinek hiányzik az anyja, elindul, hogy megkeresse őt; útközben egy árokba esik, beüti a fejét és amnéziás lesz. A gyerekre két szegény asszony: Chabela és Cenobia talál rá. Chabela a gondozásába veszi a fiút szomszédjával, Mojarasszal együtt, és bár szeretné visszajuttatni őt a szüleihez, egyben ragaszkodni is kezd hozzá. Eközben Willy viszonyt kezd az egyik gyári munkáslánnyal, Vivianával, annak ellenére, hogy Estefaniától fia fog születni. Viviana a gyári munkások vezetőjének, Leandrónak a menyasszonya, aki otthagyja a férfit Willy hazug ígéretei miatt (gazdag embernek adja ki magát, pedig csak a felesége és a Brachók pénzéből él). Miután megerőszakolja a lányt, az aggódik, hogy teherbe esett, ezért feljelenti a férfit, akit fogdába is csuknak, de az óvadék letétele után megszökik, és folyamatosan szökésben hol visszatér a városba, hol elmegy szórakozni. Leandro egy ideig a titkárnő Veronicával jár, majd visszatalál Vivianához, akit feleségül vesz.
Paulina közben munkát kap a gazdag Lourdes asszony házában, és itt találkozik első szerelmével, Osvaldóval is, aki feleségül vette Lourdest a pénzéért. Ám amikor a lány tudomást szerez Carlitos eltűnéséről, azonnal visszamegy a Bracho családhoz, de előtte még elmondja Lourdesnek, hogy a férje az ő első szerelme volt és hogy csak a pénzéért vette feleségül. Estefania, Gema és Willy börtönbe juttatják Paulinát személyiségbitorlás, gyermekrablás és csalás vádjával és a rendőrségen derül ki, hogy Paula és Paulina ikertestvérek. De az igazság győz és mindent sikerül tisztázni: a tárgyaláson nem csak a lány ártatlansága derül ki, valamint hogy az egész helycserének Paula volt az értelmi szerzője, hanem itt tudja meg Carlos Daniel, hogy a felesége még a saját sógorával is megcsalta.
Paulina mellett sokan kiállnak: a festő Donato, Douglas Maldonado, sőt még korábbi zsarolója, a jó útra tért Luciano Alcantara is. Osvaldo is megbánja korábbi viselkedését, és mielőtt elválna Lourdes-től, annak pénzén ügyvédet fogad Paulinának, aki pedig bűnhődni akart testvére szabadságáért cserébe. A per lezárulta és Paulina felmentése után a lány nem költözik a Bracho-házba, hiszen Paula a visszatérés szándékával él. Színjátékába, hogy súlyos beteg, és csak megjátssza, hogy lebénult, egyedül ápolónőjét, Elvirát avatja be. Miközben Paulina igyekszik megszakítani minden gyengéd szálat, ami a Bracho családhoz, és különösen Carlos Danielhez köti, Edmundo Serrano elkezdi ostromolni szerelmével, és feleségül kéri őt. Paula, hazaköltözve a Bracho-házba, elkezdi intrikáit, aminek egyetlen célja az, hogy tönkretegye a család életét és rengeteg pénzt szedjen ki belőlük. Viselkedése ellenére Paulina szentül hisz benne, hogy Paula beteg, és ezért viselkedik így. Carlos Daniel, aki ezt nem bírja elviselni, átmenetileg Monterreybe megy pihenni, ahol megismer egy Isabel nevű nőt. Bár románc alakul ki köztük, Carlos Daniel nem tudja elfelejteni Paulinát, ezért békében elválnak útjaik. Paula, aki elkezd unatkozni, egyre gonoszabb dolgokat talál ki: szövetkezik Willyvel, hogy felgyújtsák a Bracho porcelángyárat. Terveiről tudomást szerezve Elvira ellene fordul, ezért Paula el akarja tenni láb alól. Vitatkozásuk közben autóbalesetet szenvednek: Elvira azonnal meghal, Paula viszont kórházba kerül, ahol, érezve, hogy meg fog halni, megbánja korábbi tetteit, és miután a Bracho-család minden tagja megbocsát neki, meghal.
Willy ennek ellenére is véghez akarja vinni tervét. A gazembert, akinek már korábban is több rendőrségi ügye volt, végül utoléri az igazságszolgáltatás, de ebbe Estefania beleőrül, és szanatóriumba kerül. Paulina azt tervezi, hogy mindennek ellenére hozzámegy Edmundo Serranóhoz, de végül győz a szerelem, és összeházasodnak Carlos Daniellel.

## Szereplők
| Szereplő                          | Színész                | Magyar hang          | Megjegyzés                                                                 |
| --------------------------------- | ---------------------- | -------------------- | -------------------------------------------------------------------------- |
| Paula Montaner Martínez de Bracho | Gabriela Spanic        | Orosz Anna           | Carlos Daniel felesége, Paulina ikertestvére.                              |
| Paulina Martínez                  | Gabriela Spanic        | Orosz Anna           | Carlos Daniel szerelme, Paula ikertestvére.                                |
| Carlos Daniel Bracho              | Fernando Colunga       | Lux Ádám             | Piedad unokája, Rodrigo öccse, Paola férje, Paulina szerelme.              |
| Abuela Piedad Bracho              | Libertad Lamarque      | Kassai Ilona         | A Bracho testvérek nagymamája, a család feje.                              |
| Estefania Bracho de Montero       | Chantal Andere         | Náray Erika          | A Bracho fivérek húga, Willy felesége. Fidelina lánya.                     |
| Edmundo Serrano                   | Arturo Peniche         | Haás Vander Péter    | Paulina ügyvédje, szerelmes Paulinába.                                     |
| Guillermo "Willy" Montero         | Juan Pablo Gamboa      | Csík Csaba Krisztián | Estefania férje, Paula szeretője.                                          |
| Gema Durán Bracho                 | Dominika Paleta        | Udvarias Anna        | A Bracho-testvérek unokatestvére, szerelmes Carlos Danielbe.               |
| Rodrigo Bracho                    | Marcelo Buquet         | Tarján Péter         | A legidősebb Bracho-fivér, a Bracho-gyár vezetője.                         |
| Patricia Bracho                   | Jessica Jurado         | Prókai Annamária     | Rodrigo felesége.                                                          |
| Lalita Pérez                      | Paty Díaz              | Makay Andrea         | Cseléd a Bracho-házban, egy darabig Paula bizalmasa.                       |
| Leandro Gómez                     | Alejandro Ruiz         | Bozsó Péter          | Munkás a Bracho-gyárban, szerelmes Vivianaba.                              |
| Viviana Carillo                   | Anastasia Acosta       | Ullmann Zsuzsa       | Munkás a Bracho-gyárban, egy ideig Willy szeretője, majd Leandro felesége. |
| Osvaldo Reséndiz                  | Antonio De Carlo       | Kiss József          | Paulina régi szerelme, később Lourdes férje.                               |
| Fidelina                          | Magda Guzmán           | Pásztor Erzsi        | Házvezetőnő a Bracho-házban, Estefania édesanyja.                          |
| Paula Martínez                    | Nuria Bages            | Illyés Mari          | Paula és Paulina édesanyja.                                                |
| Cachita Cienfuegos                | Ninón Sevilla          | Gruiz Anikó          | Szakácsnő a Bracho-házban.                                                 |
| Donato d'Angeli                   | Giovan D'Angelo        | Galbenisz Tomasz     | Festő, Paula szeretője.                                                    |
| Filomena Tamayo                   | María Luisa Alcalá     | Halász Aranka        | Paulina barátnője.                                                         |
| Panchito                          | Tito Guízar            | Kenderesi Tibor      | Kertész a Bracho-háznál.                                                   |
| Alessandro Farina                 | Enrique Lizalde        | Melis Gábor          | Multimilliomos üzletember, Paula szeretője.                                |
| Isabel "Chabela" Rojas            | Silvia Derbez          | Bókai Mária          | Cenobia testvére, egy ideig ők vigyáztak Carlitosra.                       |
| Cenobia Rojas                     | Silvia Caos            | Erdélyi Mari         | Chabela testvére, egy ideig ők vigyáztak Carlitosra.                       |
| Lourdes                           | Irán Eory              | Molnár Zsuzsa        | Osvaldo felesége, egy ideig Paulina munkaadója.                            |
| Luis Felipe Benítez " Mojarras"   | René Muñoz             | Vizy György          | A Rojas-nővérek barátja.                                                   |
| Amador                            | Mario Carballido       | Juhász György        | Rendőrfelügyelő.                                                           |
| Verónica Soriano                  | Adriana Fonseca        | Zakariás Éva         | Titkárnő a Bracho-gyárban, egy ideig tetszik Carlos Daniel-nek             |
| Merino                            | Jaime Garza            | Wohlmuth István      | Rendőrfelügyelő.                                                           |
| Elvira                            | Azela Robinson         | Kéri Kitty           | Nővér, Paula cinkostársa                                                   |
| Douglas Maldonado                 | Miguel de León         | Selmeczi Roland      | Paula régi szeretője, egy ideig Paulinába is szerelmes.                    |
| Abigail Rosales                   | Meche Barba            | Némedi Mari          | Viviana keresztanyja.                                                      |
| Dr. Galicia                       | Rafael Amador          | Rosta Sándor         | Paula orvosa.                                                              |
| Braulio                           | Miguel Córcega         | Versényi László      | Douglas Maldonado inasa.                                                   |
| Genoveva "Tamales" Sarmiento      | Rebeca Manríquez       |                      | Rab a börtönben.                                                           |
| Emiliana                          | Maricruz Nájera        | Bessenyei Emma       | Börtönőr.                                                                  |
| Ricarda                           | Angelina Peláez        | Pápai Erzsi          | Börtönőr.                                                                  |
| Lisette Bracho                    | María Solares          | Bogdányi Titanilla   | Carlos Daniel kislánya.                                                    |
| Carlos "Carlitos" Bracho          | Sergio Miguel          | Bíró Attila          | Carlos Daniel kisfia.                                                      |
| Silvano Piña                      | Humberto Elizondo      | Papp János           | Börtönigazgató.                                                            |
| Celia Alonso                      | Andrea García          | Csampisz Ildikó      | Paulina barátnője.                                                         |
| Mauricio Artiana                  | Eduardo Luna           | Lippai László        | Willy barátja.                                                             |
| Beatriz                           | Adriana Nieto          |                      | Serrano ügyvéd titkárnője.                                                 |
| Isabel Vidal                      | Yessica Salazar        | Agócs Judit          | Carlos Daniel szeretője Monterreyben.                                      |
| Zoraida Zapata                    | Laura Zapata           | Andresz Kati         | Ügyész.                                                                    |
| Estela                            | Renata Flores          | Csizmadia Gabriella  | Titkárnő a Bracho-gyárban, Estefania bizalmasa.                            |
| Macrina Olvera                    | Consuelo Duval         | Dudás Eszter         | A Rojas-nővérek barátja.                                                   |
| Doña Zenaida                      | Gloria Morel           | Várnagy Katalin      | Lourdes édesanyja.                                                         |
| Dr. Pedroza                       | Julio Monterde         | Pataky Imre          | A Bracho-család orvosa.                                                    |
| Luciano Alcántara                 | Mario Cimarro          | Kálid Artúr          | Gema barátja, Paula szeretője, szemtanú a helycserénél.                    |
| Luciano Alcántara                 | Mario Cimarro          | Czvetkó Sándor       | Gema barátja, Paula szeretője, szemtanú a helycserénél.                    |
| Felipe                            | Héctor Álvarez         | Szokol Péter         | Munkás a Bracho-gyárban.                                                   |
| Memo                              | Pedro Sicard           | Seder Gábor          | Munkás a Bracho-gyárban.                                                   |
| Pedro                             | Emiliano Lizárraga     | Vári Attila          | A Bracho-család sofőrje.                                                   |
| Eulalia                           | Irma Torres            | Soproni Ági          | Nővér a női börtönben.                                                     |
| Dr. Fulgencio Mendive             | Fernando Torre Laphame | Komlós András        | Börtönorvos.                                                               |
| Adela                             | Gabriela Carvajal      | Oláh Orsolya         | Cseléd a Bracho-házban.                                                    |
| Titkár                            | Ricardo Hernández      | Crespo Rodrigo       |                                                                            |
| Dr. Varela                        | Javier Herranz         | Juhász György        | A Bracho-család orvosa.                                                    |
| Dr. Varela                        | Javier Herranz         | Csuha Lajos          | A Bracho-család orvosa.                                                    |
| Dr. Varela                        | Javier Herranz         | Holl Nándor          | A Bracho-család orvosa.                                                    |
| Carolina Carrillo                 | Raquel Morell          | Menszátor Magdolna   | Tanár Carlitos iskolájában.                                                |
| Castro bíró                       | Óscar Morelli          | Varga Tamás          |                                                                            |
| Juan Manuel Montesinos            | Héctor Parra           | Breyer Zoltán        | Először Paulina, később Paula ügyvédje.                                    |
| Fabiola Alcántara                 | Esther Rinaldi         | Somlai Edina         | Luciano felesége.                                                          |
| Mayo                              | Fernando Sáenz         | Orosz István         | Paula ügyvédje.                                                            |

## Érdekességek
- Gabriela Spanicnak a való életben is van ikertestvére, a modell Daniela Spanic.
- Sok helyen tévesen olvasható az a megállapítás, miszerint Gabriela Spanic ikertestvére, Daniela is szerepelt a sorozatban. Azon jelenetekben, amelyekben "Paula" és "Paulina" együtt szerepelt, Gabriela dublőre, María Morena látható. Erről Gabriela Spanic többek közt a "Cristina show" című mexikói műsorban is beszélt.[4]
- Csak a magyar verzióban szerepel a Paula névváltozat, a szereplő neve az eredeti, mexikói változatban Paola.
- Brazíliában a sorozathoz új főcímdalt készítettek, melyet Paulo Ricardo énekel, a címe pedig Sonho Lindo.[5]
- A brazil változatban több szereplő nevét is megváltoztatták, Gemát például Ledának, Fidelinát Adelinának, Panchitot pedig Chiconak hívják.
- A sorozatot 120 országban sugározták és több mint 25 nyelvre fordították le.[6]
- Gabriela Spanic 2007-ben szerepelt a Muévete című mexikói műsorban, ahol meglepetésvendégként Sergio Miguel, azaz sorozatbeli fia, Carlitos is feltűnt.[7]
- Az 1998-as TV y Novelas díjátadón Gabriela Spanic és Fernando Colunga közösen konferálták fel a legtehetségesebb fiatal színésznő kategória nyertesét.[8]
- Gabriela Spanic és Irán Eory 1999-ben ismét együtt játszottak a Szeretni bolondulásig című sorozatban, ahol nagymama-unoka viszonyuk volt.
- Gabriela Spanic, Chantal Andere , Dominika Paleta, Enrique Lizalde,Laura Zapata, Arturo Peniche és Silvia Derbez 2001-ben ismét együtt játszottak A betolakodó című telenovellában, ahol Gaby szintén ikreket alakított.
- Fernando Colunga és Chantal Andere 2003-ban ismét együtt játszottak a Tiszta szívvel című sorozatban, ott szeretők voltak.
- Fernando Colunga, Enrique Lizalde és Dominika Paleta 2008-ban ismét együtt játszottak a Mindörökké szerelem című sorozatban.
- Gabriela Spanic és Fernando Colunga 2010-ben ismét együtt játszottak  A csábítás földjén/Riválisok című telenovellában, ahol Gaby a főgonoszt, Ivanát alakította.
- A sorozat 1998-as bemutatásakor a Canal de las estrellas csatorna arculatában Gabriela Spanic szerepelt Paula és Paulinaként.[9]
- A sorozat hatalmas sikert ért el Mexikóban, a Televisa második legnézettebb telenovellája lett, csak a Titkok és szerelmek előzte meg.[10]

## A sorozat előző változatai
A sorozat a La Usurpadora című, Inés Rodena által írt rádiónovellán alapszik, melyből háromszor készítettek televíziós változatot a Paula és Paulina előtt: 
- Az első változat az 1971-es venezuelai La usurpadora, melynek főszereplői Marina Baura és Raúl Amundaray.
- A második verzió az 1981-ben készült El Hogar que yo robé, amelyben a főszerepet Angélica María és Juan Ferrera játszotta).
- A harmadik adaptáció az 1987-ben forgatott La Intrusa, itt a főszerepeket Mariela Alcalá és Victor Cámara kapta (az eredeti alapanyagot ennél ugyanaz a Carlos Romero adaptálta, mint az 1998-as változatot, mi több, a Paula és Paulina alapja ez a 11 évvel korábbi verzió).
- Ismert egy negyedik, 1997-ben, Venezuelában adásba küldött sorozat is, az Amor Mio, amelynek története részben egyezik a fentebbi sorozatokéval, ám a stáblistán Inés Rodena írónő neve helyett Isamar Hernández neve jelent meg.[11]
- A történet modernizált, kolumbiai-amerikai-mexikói koprodukcióban készülő változatát 2013-ban mutatta be az USA egyik spanyol nyelvű csatornája, az UniMás ¿Quién eres tú? (Ki vagy te?) címmel, Laura Carmine és Julian Gil főszereplésével. A telenovella alkotói több ponton eltérnek a korábbi forgatókönyvektől: az írók megváltoztatták az ikrek motivációit és családi hátterét, régi karakterek helyére újak kerültek, a porcelángyáros Brachókat a szállodatulajdonos Esquivel família váltotta fel.[12]
- Ugyancsak jelentősen átírt, modern, aktuálpolitikai utalásokkal átszőtt adaptáció a 2019-es La Usurpadora, szintén a Televisa gyártásában. Fő producere Carmen Armendáriz. Több karakter neve a 21 évvel korábbi változatból megmaradt. Szereplői Sandra Echeverría (Paola és Paulina) és Andrés Palacios (Carlos Bernal). A történet szerint Paola a mexikói elnök menyasszonya. A mini-teleregény a Fábrica de Sueños ("Álomgyár") című antológia része, amelyben régi, nagy sikerű televisás telenovellákat csomagolnak újra a mai történetmesélési trendeknek megfelelően, igényes, akciódús, pörgős és feszes, 25 részes formában. Carmen Armendariz producernő a La Usurpadora új verziójáról  Archiválva 2019. június 7-i dátummal a Wayback Machine-ben

## A folytatás
A sorozatnak még abban az évben, 1998-ban készült egy közel másfél órás folytatása film formájában, melynek Más allá de la usurpadora a címe. 
Egy évvel az esküvő után Paulina és Carlos Daniel boldogan élnek, egy lányuk is született, Paulita. Paulina sokszor érzi rosszul magát, ezért felkeresi a család orvosát, aki közli vele hogy súlyos beteg, már csak 6 hónapja van hátra. Egy új szereplő, Raquel lesz a gyerekek dadája. Kedves és jószívű lánynak látszik, ám valójában nem szereti a gyerekeket, viszont meg akarja szerezni Carlos Danielt. Paulina nem akarja egyedül hagyni Carlos Danielt a három gyermekkel, ezért elmondja Raquelnek hogy halálos beteg, és elkezdi felkészíteni a nőt, hogy átvehesse helyét a családban és gondját viselje a gyerekeknek.
Estefanía állapota egyre javul, napról napra jobban érzi magát és vissza akarja kapni a fiát. Rodrigo és Patricia – akik időközben nevelték a kisfiút – azonban nem akarják visszaadni neki. Estefanía megszökik a klinikáról és elrabolja a fiút Rodrigoék házából.
Eközben a Bracho-házban Paulina és Carlos Daniel házassági évfordulóját ünnepli a család és a barátok. Raquel siettetné a dolgokat, ezért meg akarja mérgezni Paulinát. Itallal kínálja a nőt, azonban egy szerencsés véletlennek köszönhetően a méreggel teli pohár Raquelhez kerül.
Paulina elájul, Raquel pedig azt hiszi, hatni kezdett a méreg. Paulinát a mentők kórházba szállítják. Nem sokkal később Raquel is rosszul lesz, így ő is kórházba kerül. A kórházban kiderül, hogy Paulina leleteit összecserélték, nem beteg, hanem újra várandós. Raquel bevallja, hogy Paulinát akarta megmérgezni és bocsánatot kér. A Brachók nem jelentik fel, Raquel pedig elköltözik a házból.
Pár nappal később az egész család összegyűlik, és készítenek egy közös fotót a családról: Paulináról, Carlos Danielről, a gyerekekről, Piedad mamáról, Rodrigóról és Patriciáról, Estefaníáról, és a fiáról és persze Fidelináról.

## DVD kiadás
A sorozat 2005-ben DVD-n is megjelent, rövidített verzióban. Jellemzők:
- Formátum: színes, teljes képernyő, NTSC
- Nyelv: spanyol
- Felirat: nincs
- Régiókód: 1
- Képméretarány: 1.33:1
- Lemezek száma: 1
- Kiadás dátuma: 2005. március 8.
- Játékidő: 403 perc
- Extrák:
  - A színészek életrajza
  - Interaktív menük
  - Közvetlen jelenetválasztás
  - Fotógaléria
- Forgalmazó: Xenon Pictures

## Szinkronstáb
- Főcím, szövegek, stáblista felolvasása: Tóth G. Zoltán
- Magyar szöveg: Kiss Katalin
- Hangmérnök: Hidvégi Csaba
- Vágó: Ari Péter, Szabó Péter István
- Rendezőasszisztens: Albecker Gabriella
- Gyártásvezető: Szegedi Anita
- Szinkronrendező: Miklósi Judit, Hornyák Mihály
- Producer: Kovács Zsolt
- Szinkronstúdió: Szinkron Systems
- Megrendelő: RTL Klub